# Marija Dobje
Marija Dobje je naselje u slovenskoj Općini Šentjuru. Marija Dobje se nalazi u pokrajini Štajerskoj i statističkoj regiji Savinjskoj. 

## Stanovništvo
Prema popisu stanovništva iz 2002. godine naselje je imalo 174 stanovnika.